# Shantinagar (Jhapa)
Shantinagar (nep. शान्तिनगर) – gaun wikas samiti we wschodniej części Nepalu w strefie Meći w dystrykcie Jhapa. Według nepalskiego spisu powszechnego z 2001 roku liczył on 3466 gospodarstw domowych i 17437 mieszkańców (8703 kobiet i 8734 mężczyzn).